# Club de Deportes Cobreloa
O Club de Deportes Cobreloa é um clube chileno de futebol, fundado em 1977, com sede em Calama, e considerado a quarta maior potência do futebol chileno, suas cores são Laranja e Branco.
Com 8 títulos é uma das equipes que mais ganharam o Campeonato Chileno de Futebol na história. Internacionalmente, tem dois vice-campeonatos da Taça Libertadores.

## História

### Origem
No início da década de 1950, começou a surgir, na comunidade de Calama, o desejo de ter uma equipe profissional. A primeira tentativa foi com o time amador Club Sports Cóndor, que tentou diversas vezes ingressar no futebol profissional, porém sempre era barrado devido à grande distância entre a cidade de Calama e o centro do país. Posteriormente, o clube, que passou a se chamar Club Deportes El Loa, continuou tentando e até cogitou fundir-se com o Santiago Morning, entretanto a ideia não avançou. Somente em 7 de janeiro de 1977 é fundado o Cobreloa, nome derivado do principal minério explorado na região “Cobre” e do rio que atravessa a província “El Loa”.

### Ascensão meteórica e Libertadores
O clube rapidamente tornou-se uma potência local devido ao grande investimento financeiro que recebia da CODELCO (Corporação Nacional de Cobre do Chile), empresa estatal chilena de mineração de cobre. Assim, logo na sua estreia, conseguiu o acesso à elite e, três anos depois, já foi campeão do Campeonato Chileno, classificando-se para a Libertadores de 1981. Em sua primeira participação, já chegou na final, mas acabou perdendo para o Flamengo no terceiro jogo de desempate.
No ano seguinte, as “Raposas do Deserto” chegaram, novamente, à final, porém dessa vez perderam para o Peñarol. Apesar de não ter conseguido ganhar a primeira competição do continente, o Cobreloa continuou sendo uma potência no Chile, ganhando em mais 7 ocasiões o Campeonato Chileno (1982, 1985, 1988, 1992, 2003-A, 2003-C e 2004-C) e 1 Copa Chile (1986).

### Fim do patrocínio e crise
No entanto, tudo começou a mudar em 2011, quando a CODELCO começou a diminuir seus investimentos no clube, até que, em 2017, a estatal encerrou de vez seu patrocínio. Desse modo, sua saúde econômica começou a piorar e, em 2015, o Cobreloa foi rebaixado para a segunda divisão. Ficou um bom tempo estagnado nessa divisão até que, em 2023, conseguiu ser campeão e retornar à elite. Mas, em seu retorno, é rebaixado novamente, assim, em 2025, o time disputará novamente a segunda divisão.

## Rivalidades
O principais rivais regionais do Cobreloa são o Deportes Antofagasta e o Cobresal, que são equipes de cidades próximas a Calama. Entretanto, o clube também possui uma forte rivalidade com o Colo-Colo, visto que nas décadas de 80, 90 e 2000 as duas equipes eram as maiores potências do Chile e sempre protagonizavam grandes confrontos. Ao longo do tempo, essa rivalidade foi diminuindo, principalmente devido ao decaimento do Cobreloa.

## Titulos
| NACIONAIS | NACIONAIS                       | NACIONAIS | NACIONAIS                                              |
|           | Competição                      | Títulos   | Temporadas                                             |
| --------- | ------------------------------- | --------- | ------------------------------------------------------ |
| Chile     | Campeonato Chileno              | 8         | 1980, 1982, 1985, 1988, 1992, 2003-A, 2003-C e 2004-C. |
| Chile     | Copa Chile                      | 1         | 1986                                                   |
| Chile     | Campeonato Chileno - 2ª Divisão | 1         | 2023                                                   |

Legenda:
A - Apertura
C - Clausura

## Estatísticas

### Campanhas de destaque
| Club de Deportes Cobreloa | Club de Deportes Cobreloa                                | Club de Deportes Cobreloa                              | Club de Deportes Cobreloa                  | Club de Deportes Cobreloa                  |
| Torneio                   | Campeão                                                  | Vice-campeão                                           | Terceiro colocado                          | Quarto colocado                            |
| ------------------------- | -------------------------------------------------------- | ------------------------------------------------------ | ------------------------------------------ | ------------------------------------------ |
| Copa Libertadores         | 0 (não possui)                                           | 2 (1981, 1982)                                         | 1 (1987)*                                  | 1 (1987)*                                  |
| Campeonato Chileno        | 8 (1980, 1982, 1985, 1988, 1992, A-2003, C-2003, C-2004) | 8 (1978, 1979, 1981, 1983, 1993, 2000, A-2004, C-2011) | 5 (1986, 1987, 1989, 1996, 1999)           | 2 (1984, 1998)                             |
| Campeonato Chileno        | 8 (1980, 1982, 1985, 1988, 1992, A-2003, C-2003, C-2004) | 8 (1978, 1979, 1981, 1983, 1993, 2000, A-2004, C-2011) | 3 (C-2002, C-2006, C-2008)*                |                                            |
| Copa Chile                | 1 (1986)                                                 | 3 (1991, 1993, 1995)                                   | 6 (1979, 1980, 1982, 2000, 2012-13, 2023)* | 6 (1979, 1980, 1982, 2000, 2012-13, 2023)* |

Legenda: (*) semifinais

### Participações
|  | Participações em 2025 |

| Competição           | Competição        | Temporadas       | Anos                                                                         |
| Ligas nacionais      |                   |                  |                                                                              |
| Chile                | Primeira divisão  | 39               | 1978-2014/15, 2024                                                           |
| Chile                | Segunda divisão   | 11               | 1977, 2015/16-2023, 2025-                                                    |
| Copas internacionais |                   |                  |                                                                              |
|                      | Copa Libertadores | 13               | 1981, 1982, 1983, 1987, 1989, 1993, 2000, 2001, 2002, 2003, 2004, 2005, 2007 |
| Copa Sul-Americana   | 3                 | 2002, 2012, 2013 |                                                                              |
| Copa Conmebol        | 2                 | 1995, 1996       |                                                                              |

## Sedes e estádios

### Zorros del Desierto

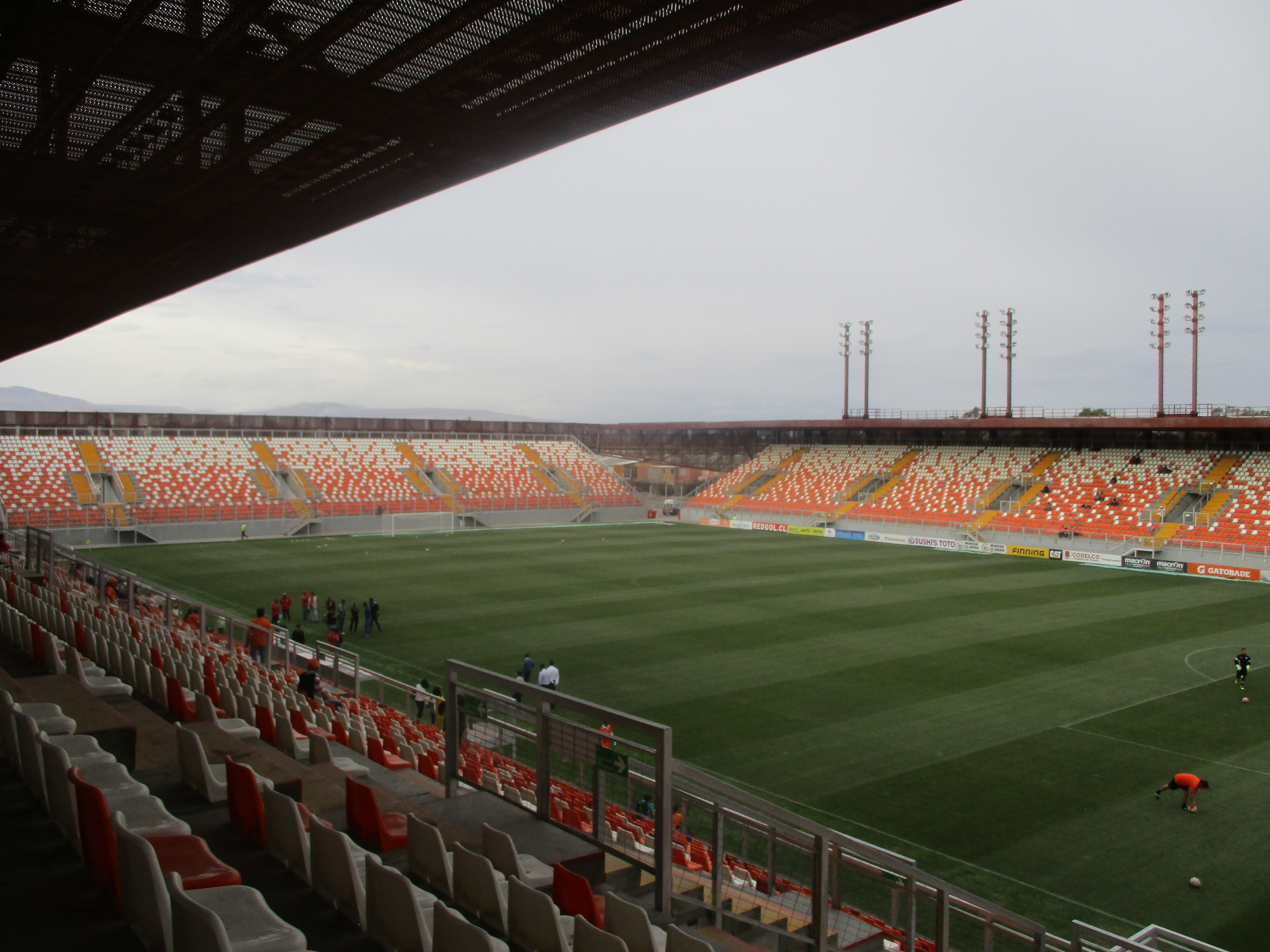
Vista interna do Estádio Zorros del Desierto.

O Estádio Zorros del Desierto, antes denominado Estádio Municipal de Calama, é um estádio de futebol localizado em Calama, Chile, e é o local onde o Cobreloa manda suas partidas de futebol. Foi construído em 1952, inicialmente para receber partidas do futebol amador, porém, devido à fundação do Cobreloa em 1977, o estádio teve que passar por grandes reformas para poder receber jogos profissionais. Devido ao clima da região e à altitude, o estádio foi muito importante para o clube chegar longe em competições internacionais, por sempre causar problemas para os clubes do resto do continente. Entre 2013 e 2015, o recinto passou por um processo de modernização e ficou com sua capacidade final para 12.000 torcedores.

## Jogadores destacados
Esta é uma lista de jogadores de destaque que já passaram pelo Cobreloa:
| - Armando Alarcón - Charles Aránguiz - Mauricio Aros - Rodrigo Meléndez - Sebastián Rocco - Juan Carlos Letelier - Alexis Sánchez - Mario Soto - Francisco Valdés - Eduardo Vargas - Adán Vergara - José Luis Villanueva | - José Luis Díaz - Rodrigo Mannara - Claudio Mele - Marcelo Trobbiani - Ladislao Mazurkiewicz - Julio César Baldivieso - José Milton Melgar - Lucas Barrios |

## Treinadores
Esses são os principais treinadores:
- Vicente Cantatore (1980-84)
- Jorge Toro (1985-86)
- Mario Osbén (1992)
- Nelson Acosta (2002-03)
- Luis Garisto (2003)
- Nelson Acosta (2004-05) / (2011-12)
- Jorge Socías (2005)
- Marcelo Trobbiani (2009)
- Mario Soto (2010)
- Marco Antonio Figueroa (2008) / (2013)